# .38 ACP

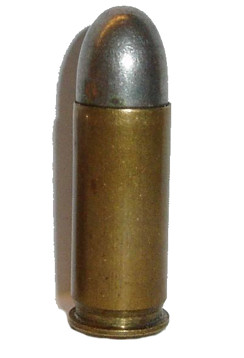
.38 ACP

De .38 ACP (ACP van Automatic Colt Pistol) is een door John Browning ontworpen pistoolpatroon. Ze werd in 1900 geïntroduceerd door wapenfabrikant Colt voor diens Colt Model 1900.
De .38 werd het eerst afgevuurd met Browning's Model 1897, maar dat pistool werd nooit in productie genomen door Colt. In het begin was het type weinig populair. Het was te krachtig voor een terugslagpistool en niet krachtig genoeg voor het Amerikaanse leger. De populariteit steeg toen de .38 Special-variant werd geïntroduceerd. Deze patroon wordt anno 2000 vrij veel gebruikt in voor zelfverdediging bestemde vuistvuurwapens in de Verenigde Staten.

## Andere namen
De .38 ACP-patroon werd onder die aanduiding geïntroduceerd door Colt maar er wordt ook met andere namen naar verwezen:
- .38 Auto.
- 9 × 23 mm SR, waarbij SR staat voor Semi Rimmed.

## Specificaties
|                   | FMJ     | JHP     | FMJ     |
| ----------------- | ------- | ------- | ------- |
| Hulslengte:       | 22,9 mm | 22,9 mm | 22,9 mm |
| Patroonlengte:    | 32,5 mm | 32,5 mm | 32,5 mm |
| Kogeldiameter:    | 9 mm    | 9 mm    | 9 mm    |
| Kogelgewicht:     | 7,5 g   | 8,1 g   | 8,4 g   |
| Mondingssnelheid: | 350 m/s | 340 m/s | 320 m/s |
| Energie:          | 458 J   | 456 J   | 423 J   |

## Gebruik
Onder andere volgende vuurwapens vuurden de .38 ACP-patroon af:
- Colt Model 1900
- Colt Model 1902
- Colt Model 1908 Pocket Hammer
- Webley-Fosbery Automatic Revolver (1901)